# Brother Industries
Brother Industries, Ltd. (ブラザー工業株式会社 Burazā Kōgyō Kabushiki-gaisha) es una empresa diversificada japonesa con sede en Nagoya, que produce una amplia variedad de productos como máquinas de coser, herramientas mecánicas, impresoras de etiquetas, máquinas de escribir, aparatos de fax, impresoras simples y multifunción, entre otros productos electrónicos relacionados con el ordenador.

## Historia
Brother fue fundada en 1908 y en 1954 se estableció Brother International Corporation en los Estados Unidos, siendo la primera filial extranjera de la compañía. Hoy en día distribuye sus productos bajo su propia marca y también conforme a acuerdos OEM con otras empresas.

## Cronología
- 1928 : primera máquina de coser doméstica 100 % japonesa, la « Sho-San-Shiki ».
- 1956 : aparece la máquina de coser automática con zigzag.
- 1961 : lanzamiento de la máquina de escribir portátil Brother
- 1971 : Brother inventa la primera impresora matricial de gran velocidad.
- 1982 : primera impresora electrónica personal térmica.
- 1987 : lanzamiento de la fotocopiadora Brother.
- 1988 : primera fotocopiadora portátil de Brother.
- 1992 : lanzamiento de Joysound, un sistema de karaoke.
- 1995 : Brother presenta su primera impresora láser multifunción.
- 1997 : primera impresora multifunción de tinta.
- 2002 : primera impresora formato A7.
- 2012 : lanzamiento de OmniJoin, un sistema de videoconferencia.
- 2012 : se presenta AiRScouter, gafas de realidad aumentada.[2]